# Parga
Parga  (in greco Πάργα?, in albanese Pargë) è un comune della Grecia situato nella periferia dell'Epiro (unità periferica di Prevesa) con 4 033 abitanti secondo i dati del censimento 2001.
A seguito della riforma amministrativa detta Programma Callicrate in vigore dal gennaio 2011 che ha abolito le prefetture e accorpato numerosi comuni, la superficie del comune è ora di 275 km² e la popolazione è passata da 4 033 a 12 597 abitanti.
I suoi abitanti e in tutti i paesi dell’area intorno, in special modo i più anziani, i quali si definiscono çam, parlano ancora una varietà arcaica dell’albanese.

## Geografia fisica
Parga si trova a 49 kilometri a sud di Igoumenitsa e a 67 km a nord della città di Preveza.
Al largo della città si trovano le isole di Paxò e di Antipaxò che nelle giornate limpide si possono vedere. Anche l'isola di Leucade può a giorni essere vista dalla costa sud.

### Comuni limitrofi
- Agia, a 7 km
- Agia Kyriaki, a 6 km
- Anthousa, a 3 km
- Trikorfo, a 5 km

## Storia

### Preistoria e antichità
Una scure neolitica, una tomba a volta micenea fuori della città e le vestigia di un muro ai piedi della cinta del castello veneziano, così come il basamento di una gettata ora scomparsa nella parte occidentale della baia di Valtos costituiscono prove inconfutabili della presenza umana in età protostorica. Non risultano comunque documenti che attestano una presenza massiccia e continua di popolazione nella zona. Anticamente illirica, fu colonizzata dai greci antichi e molto successivamente dagli slavi, i quali attestano la prima volta la toponomastica "Prag", forse dall'albanese "tregtisë/trag" (commercio).

### Periodo bizantino, medievale e moderno
Parga è menzionata nel 1327 nei testi bizantini. È probabile che allora la località fosse situata all'interno dell'attuale castello, la Vecchia Parga, dell'epoca veneziana, che è sita sul monte Petzovolios.
Nel XV secolo, quando l'impero bizantino, e poi il despotato d'Epiro si erano indeboliti per gli attacchi dei Normanni, della Quarta crociata e di quelli dell'Impero ottomano, Parga divenne il rifugio di un brigante Burgois. Dopo la sua partenza, Parga chiese la protezione della Repubblica di Venezia, che fu presente sul territorio dal XV fino al XVIII secolo. Ma anche in questo periodo continuarono le devastazioni di pirati o di predatori di terra e di mare. In particolare fu distrutta dal pirata ottomano Khizir Khayr Ad-Dîn, detto il Barbarossa.
La situazione si stabilizzò alla fine del XVI secolo fino all'inizio del XVIII. Durante tutto questo periodo Parga ebbe un governo autonomo, sotto il protettorato di Venezia. In questo periodo Parga si sviluppò economicamente e divenne un piccolo centro commerciale.

### Dalla dominazione veneziana in poi
Fu veneziana dalla Pace di Passarowitz del 1718 fino alla fine della repubblica di Venezia, come exclave sulla costa della terraferma di fronte alle isole Ionie, da secoli veneziane. Nel 1797 la dominazione veneta fu abolita dai francesi. Napoleone Bonaparte, conquistatore di Venezia (Prima campagna d'Italia), con il Trattato di Leoben, concesse Parga all'Impero austriaco.

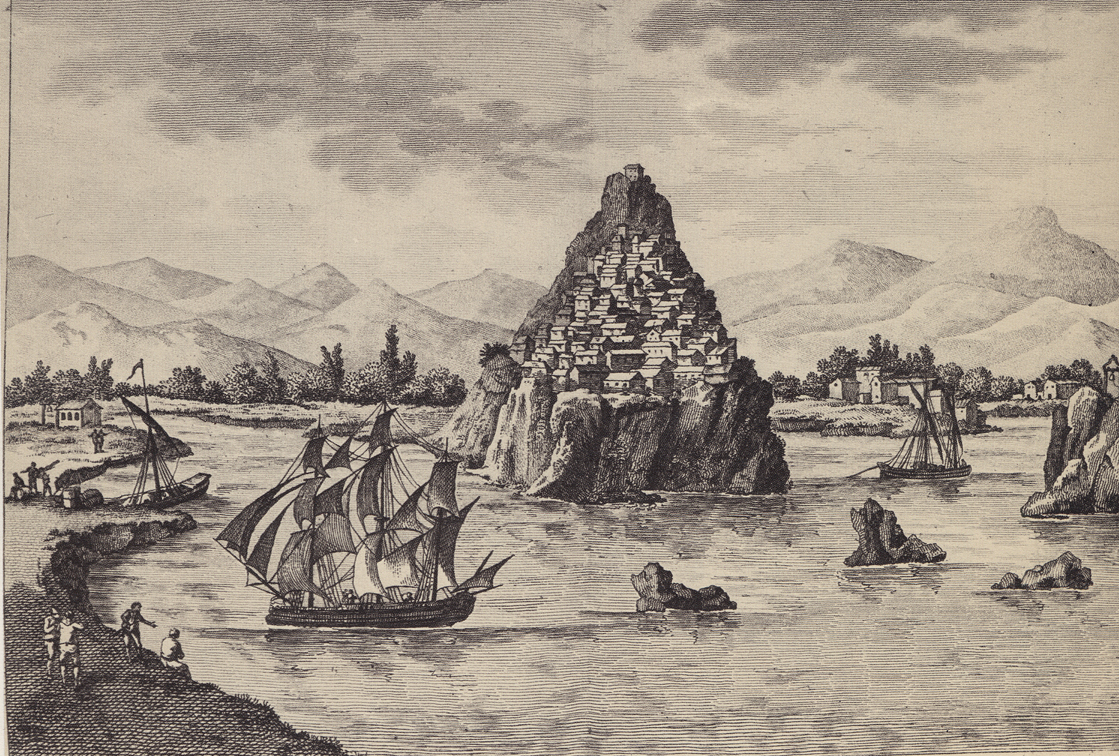
Veduta di Parga nell'Ottocento

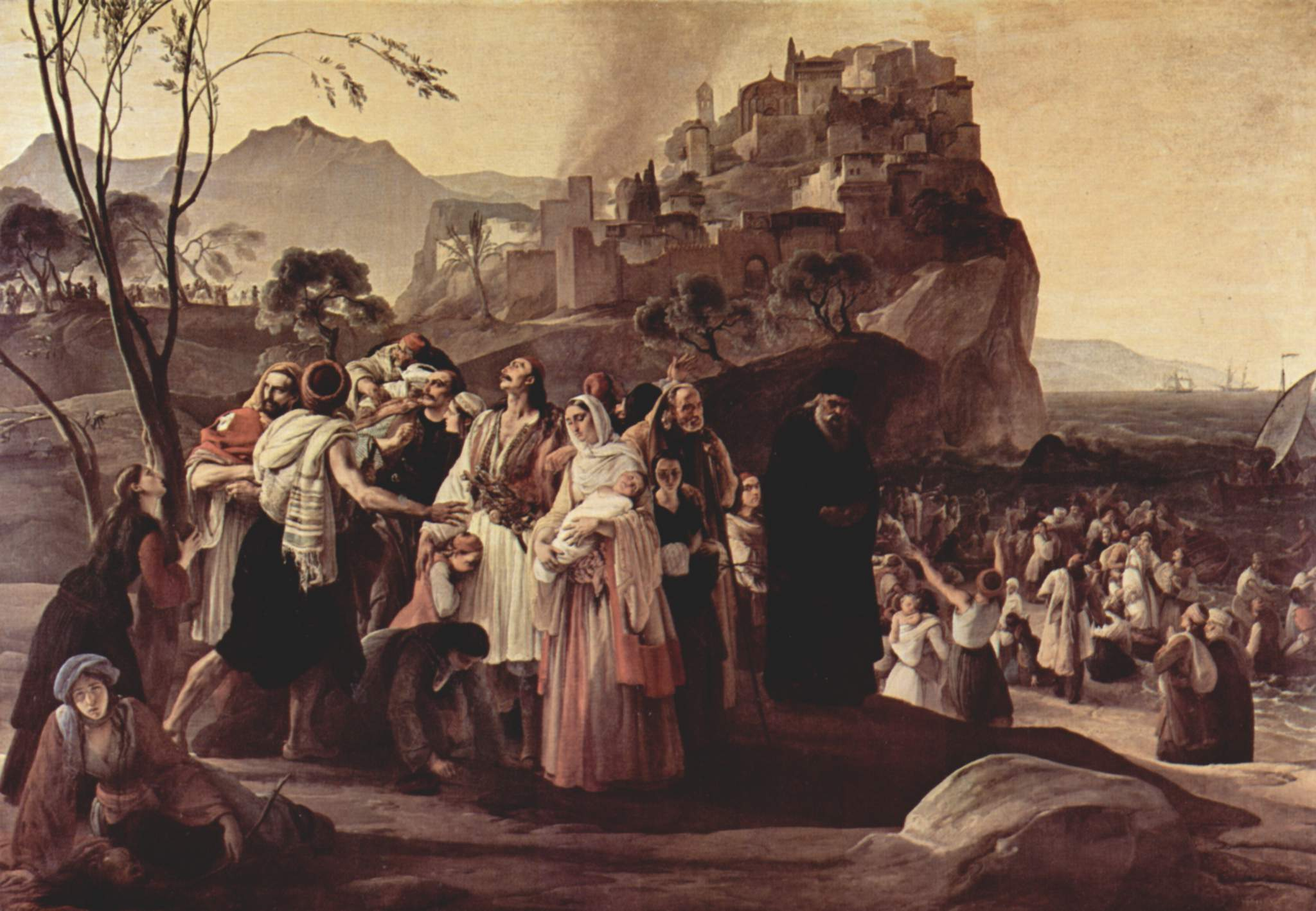
Francesco Hayez, Gli abitanti di Parga che abbandonano la loro patria

Seguì poi per un breve periodo la sorte molto travagliata delle isole Ionie: dopo l'occupazione francese vi fu la successiva conquista da parte dell'ammiraglio russo Fëdor Fëdorovič Ušakov. 
Per effetto dell'art. 8 del trattato di Costantinopoli del 21 marzo 1800, la Russia cedette Parga all'Impero ottomano insieme alle rimanenti piazzeforti venete sulla terraferma albanese (Butrinto, Prevesa e Vonizza), ma a differenza di quanto accaduto per queste ultime la sovranità ottomana non fu instaurata subito in quanto Parga cadde sotto occupazione inglese. In cambio del riconoscimento del protettorato inglese sulle Isole Ionie, gli inglesi negoziarono infine con Alì Pascià la cessione di Parga all'impero ottomano per mezzo del trattato di Giannina del 17 maggio 1817. Ne seguì l'esodo della popolazione parghiota di etnia albanese di rito greco, episodio ricordato da Giovanni Berchet (che dedicò a questo episodio la poesia I profughi di Parga) e Francesco Hayez (che immortalò romanticamente l'esilio nella tela Gli abitanti di Parga abbandonano la loro patria).
Il popolo di Parga si rifiutò infatti di accettare il fatto compiuto ed il Venerdì Santo del 1819 bruciò tutti i resti dei propri avi ed emigrò in massa nell'isola di Corfù, rimasta in mano britannica; di qui alcuni di essi rientrarono sul continente un secolo dopo, nel febbraio 1913, quando l'Epiro fu annesso alla Grecia.
Chiuso il lungo capitolo ottomano Parga fu annessa, pur avente allora una considerevole maggioranza albanese, a seguito della Seconda guerra balcanica e degli intenti della Megali Idea, nel Regno di Grecia nel 1913.

## Monumenti e luoghi di interesse
- Cittadella veneziana risalente alla fine del XVI secolo.

## Infrastrutture e trasporti
La città di Parga ed il suo agglomerato è ben servito da autolinee pubbliche (KTEL) che la collegano alle città di Igoumenitsa, Prevesa, Atene e Salonicco. In più, durante la stagione estiva, vi è un collegamento di Parga con Giannina, che è la capitale dell'Epiro. 
Vi sono poi tre aeroporti che servono la regione: quello di Prevesa, a 72 km da Parga, quello di Giannina, con voli quotidiani per Atene, a 115 km da Parga, e quello di Corfù (con voli per Atene, Salonicco e l'estero). Nella città vi è un servizio di taxi per qualsiasi destinazione. Parga, come tutto l'Epiro, non è servita da alcuna linea ferroviaria.